# Соліпсизм
Соліпси́зм (лат. solus ipse — тільки сам) — теоретична установка, крізь призму якої увесь світ бачиться породженням свідомості (Я), котре — єдине, що дано безсумнівно, повсякчас тут.
«Мій розум — єдина річ, яка існує.»
Попри те, що подібні ідеї висували ще античні скептики, про соліпсизм може йтися тільки в епоху Нового часу — після розумового експерименту Декарта з радикального витиснення із Я всього недостовірного, в результаті чого одночасно рвуться усі зв'язки зі світом і виставляється вимога до Я — ґрунтуючись лише на самоосмисленні, вибудувати цілком і повністю весь досвід світу й надати йому безсумнівності. Цей підхід приймається більшістю наступних теоретиків пізнання. Однак одночасно виникає проблема обґрунтування загальнозначущості такого пізнання, розв'язувана у більшості випадків психофізіологічно — на підставі положення, що всі люди влаштовані подібним чином і використовують схожі знаки (що є виходом за межі установки соліпсизму).
Спробу розв'язати проблему соліпсизму, одночасно зберігаючи пріоритет розумової позиції Декарта, зробив Гуссерль — у вигляді розробки теми інтерсуб'єктивності і монадичного співтовариства. Однак Гуссерлю так і не вдалося обґрунтувати загальнозначущість своїх висновків поза припущенням сфери дорефлексивного («життєвий світ» у пізнього Гуссерля), того, що існує до Я й визначає його народження. Труднощі полягають у тому, що жодні теоретичні засоби не можуть виступити фундаментом віри, необхідної для подолання думки, що існує лише мій досвід.
У різних трактуваннях соліпсизм має на увазі:
- Сумнів в реальності та / або достовірності всього сущого;
- Заперечення реальності всього, крім власної свідомості;
- Заперечення духовності всього, крім власної свідомості.

## Види соліпсизму

### Метафізичний соліпсизм
Метафізичний соліпсизм є різновидом суб'єктивного ідеалізму, що ґрунтується на положенні, що немає ніякої реальності, крім реальності власних ментальних станів; індивідуальна свідомість являє собою всю реальність, а зовнішній світ не має самостійного (незалежного) існування. Це виражається твердженням «Існую тільки я один», що означає, що немає ніякої реальності, крім власної свідомості. Існують слабші варіанти метафізичного соліпсизму, такі як егоцентричний презентизм (або перспективний реалізм) Каспара Харе.

### Гносеологічний соліпсизм
Гносеологічний соліпсизм є видом ідеалізму, згідно з яким відомим може бути тільки безпосередньо доступний зміст ментальних станів філософа-соліпсиста. Існування свідомості інших і зовнішнього світу в цілому розглядається як невирішене питання, хоча ймовірність їх існування не виключається.
Гносеологічні соліпсисти стверджують, що реалізм задається питанням: якщо припустити, що існує всесвіт, який не залежить від свідомості суб'єкта, суб'єкт може щось дізнатися про всесвіт тільки через органи чуття; як науково довести існування незалежного всесвіту? Якщо людина встановлює камеру, щоб сфотографувати Місяць в той час, коли він не дивиться на неї, то в кращому випадку він визначає, що зображення Місяця присутнє на знімку, коли він в результаті дивиться на нього. Логічно це не гарантує, що сам Місяць (або навіть камера) існувала в момент фотографування. Щоб встановити, що перед ним зображення Місяця, який існує незалежно від свідомості людини, потрібно багато інших припущень, які потребують доказів.

### Методологічний соліпсизм
Методологічний соліпсизм є агностичним варіантом соліпсизму. Він знаходиться в опозиції до суворих гносеологічних вимог до «знання» (наприклад, вимога, що знання повинно бути достовірним). Цей вид соліпсизму вважає, що будь-який індуктивний умовивід може бути помилковим, і що ми, можливо, є мозком в колбі. Іноді методологічний соліпсизм йде ще далі, стверджуючи, що навіть те, що ми сприймаємо як мозок, фактично є частиною зовнішнього світу, оскільки сприймати ми можемо тільки через нашу свідомість. Напевно відома лише наявність думок.
Методологічні соліпсисти не мають наміру зробити висновок, що сильніші форми соліпсизму істинні. Вони підкреслюють, що обґрунтування зовнішнього світу повинні спиратися на незаперечні факти їх власної свідомості.
У епістемології та філософії свідомості методологічний соліпсизм має, принаймні, два різних визначення: Методологічний соліпсизм — епістемологічне положення, згідно з яким індивідуальне Я, його суб'єктивні враження (емпіризм) і його стан або вроджене знання (раціоналізм) є єдино можливими або є відправною точкою для філософської побудови. Щодо цих міркувань скептично налаштований декартовий скептицизм.
Методологічний соліпсизм — теза про те, що ментальні властивості або психічні стани організму можуть бути індивідуалізовані виключно на основі цього стану або власними відносинами з іншими внутрішніми станами самого організму, без будь-яких посилань на суспільство або фізичний світ, в який вбудований організм.
Часто методологічний соліпсизм не передбачається як система вірувань, і використовується в якості уявного експерименту, щоб допомогти скептицизму.

### Етичний соліпсизм
Етичний соліпсизм відносять до етики егоїзму. Однак, існує різниця в цих близьких поняттях. У той час як етичний егоїст думає, що інші повинні дотримуватися соціального порядку, поки це в його інтересах, і щоб зробити те, що найкраще підходить йому як особистості, а етичний соліпсист — має переконання, що жодне інше моральне судження не існує або не має значення, крім як його індивідуальне моральне судження.
Яскравим представником етичного соліпсизму був Макс Штірнер.

## Історія

### Горгій
Ідеї соліпсизму вперше були зафіксовані грецьким досократичним софістом Горгієм (бл. 483–375 рр. до н. е.), якого цитує римський скептик Секст Емпірик:
- Нічого не існує.
- Навіть якщо щось існує, про це нічого не можна знати.
- Навіть якщо про це можна було б знати щось, знання про це неможливо передати іншому індивіду.

Основна ідея соліпсизму полягала в тому, щоб показати, що «об'єктивні» знання — буквально неможливі.

### Декарт
Основи соліпсизму, своєю чергою, є основою погляду, що розуміння індивідом будь-яких психологічних понять (мислення, бажання, сприйняття тощо) здійснюється за допомогою аналогії з власними психічними станами; тобто абстрагуванням від внутрішнього досвіду. І цей погляд, або якийсь його варіант, мав вплив у філософії, оскільки Декарт підняв пошук непереборної визначеності до статусу первинної мети гносеології.

### Берклі
Аргументи Джорджа Берклі проти матеріалізму на користь ідеалізму надають соліпсисту ряд аргументів, яких не знайдено у Декарта. У той час як Декарт захищає онтологічний дуалізм, приймаючи, таким чином, існування матеріального світу (res extensa), а також нематеріального розуму (res cogitans) і Бога, Берклі заперечує існування матерії, але не розумів, одним із яких є Бог.

### Колак
Філософ Даніель Колак вважає, що відкритий індивідуалізм (погляд, що ми всі — одна і та ж особа) може бути названим просвітницьким (англ. Enlightened) або «дружнім до незалежності» (англ. «Independence-friendly») соліпсизмом. На відміну від соліпсизму, згідно з яким інших розумів не існує і тіла інших людей не мають розумів, відкритий індивідуалізм стверджує, що інших розумів не існує, але тіла інших людей розумні.

### Східна філософія
В східній філософії, зокрема, в даосизмі, деяких інтерпретаціях буддизму (особливо Дзені) і деяких індуїстських моделях реальності існують схожі на соліпсизм ідеї.
Деякі тлумачення буддизму стверджують, що зовнішня реальність є ілюзією, і іноді ця позиція [неправильно] розуміється як метафізичний соліпсизм. Однак буддійська філософія, як правило, вважає, що розум і зовнішні явища є однаково минущими, і що вони виникають один від одного. Розум не може існувати без зовнішніх явищ, а також зовнішні явища не можуть існувати без розуму. Це відношення відоме як «причинна обумовленість» (pratityasamutpada).
Будда констатував: «Всередині цього тіла є світ, походження світу, кінець світу і шлях, що веде до кінця світу». Не відкидаючи виникнення зовнішніх явищ, Будда зосередився на ілюзії, створеній у розумі того, що сприймає її. Школа буддійської філософії «Йогакара» (іноді перекладається як «Лише Розум») стверджує, що весь людський досвід побудований розумом.
На додаток до цього, відома книга мертвих Тибету «Бардо Тодоль» неодноразово стверджує, що вся реальність — це плід сприйняття людини, хоча все це відбувається в царині «Бардо» (після смерті).